# Пјетрелчина (Беневенто)
Пјетрелчина (итал. Pietrelcina) је насеље у Италији у округу Беневенто, региону Кампанија.
Према процени из 2011. у насељу је живело 1566 становника. Насеље се налази на надморској висини од 377 м.

## Становништво
Према резултатима пописа становништва 2011. у општини је живело 3.081 становника.
| 1931. | 1936. | 1951. | 1961. | 1971. | 1981. | 1991. | 2001. | 2011. |
| ----- | ----- | ----- | ----- | ----- | ----- | ----- | ----- | ----- |
| 4.090 | 4.235 | 4.302 | 3.870 | 3.139 | 3.007 | 3.026 | 3.031 | 3.081 |

## Партнерски градови
- Вадовице
- Алатри
- Сан Ђовани Ротондо